# Конвой R-09
Конвой R-09 — японський конвой часів Другої світової війни, проведення якого відбувалось у травні 1943 року.
Конвой сформували в Рабаулі (головна передова база японців на острові Нова Британія, з якої провадились операції на Соломонових островах та сході Нової Гвінеї), а місцем його призначення був Палау — важливий транспортний хаб на заході Каролінських островів.
До складу конвою R-09 увійшли транспорти «Чоко-Мару», «Фукко-Мару», «Татеіші-Мару», «Ніккі-Мару», «Ямабукі-Мару», «Йодогава-Мару» та «Баншу-Мару № 15». Ескорт складався з мисливців за підводними човнами CH-23 та CH-38.
9 травня 1943 року судна вийшли з Рабаула та попрямували на північний захід. 11 травня в районі за три з половиною сотні кілометрів на північний захід від острова Новий Ганновер підводний човен Grayback випустив по конвою шість торпед. Дві з них влучили в «Йодогава-Мару», унаслідок чого судно затонуло. Загинуло два члени екіпажу.
17 травня інші судна конвою прибули до Палау.